# خفج موري
خفج موري (الاسم العلمي: Diplotaxis maurorum) هو نوع من النباتات تتبع جنس الخفج من الفصيلة الكرنبية.